# Le Dernier Exorcisme
Série
Le Dernier Exorcisme : Part II
(2013)
Pour plus de détails, voir Fiche technique et Distribution.
Le Dernier Exorcisme (The Last Exorcism) est un film d'épouvante-horreur franco-américain au format found footage réalisé par Daniel Stamm, sorti en 2010.
En 2013 est sortie une suite, intitulée Le Dernier Exorcisme : Part II.

## Synopsis
Au fin fond de la Louisiane dans une ferme isolée, Nell, une jeune adolescente, est possédée par le démon Abalam. Le révérend Cotton Marcus est contacté par le père de Nell. Marcus fait des exorcismes truqués, et engage des journalistes pour dévoiler la supercherie lors de son dernier exorcisme. Mais quelques jours plus tard, il se rend compte qu'elle est vraiment possédée. Pour cela, il va tout faire pour lui venir en aide.

## Fiche technique
- Titre original : The Last Exorcism
- Titre français et québécois : Le Dernier Exorcisme
- Réalisation : Daniel Stamm
- Scénario : Andrew Gurland et Huck Botko
- Musique : Nathan Barr
- Direction artistique : n/a
- Décors : Andrew W. Bofinger
- Costumes : Shauna Leone
- Photographie : Zoltan Honti
- Son : Roberto Cappannelli, Jonathan Wales, Michael Baird
- Montage : Shilpa Sahi
- Production : Marc Abraham, Eli Roth, Eric Newman et Thomas A. Bliss

Production déléguée : Phil Altmann, Huck Botko, Andrew Gurland, Ron Halpern
Coproduction : Patty Long et Gabrielle Neimand
Coproduction déléguée : Patrick Curd et Douglas Plasse
- Sociétés de production[1] :
  - États-Unis : Arcade Pictures, avec la participation de Strike Entertainment et Louisiana Media Productions (non crédité)
  - France : avec la participation de Studiocanal
- Sociétés de distribution :
  - États-Unis : Lionsgate
  - France : Studiocanal
  - Canada : Alliance
  - Belgique : Cinéart
- Budget : 1,8 million de $[2]
- Pays d’origine :  France,  États-Unis
- Langues originales : anglais, latin
- Format[3] : couleur - 35 mm / D-Cinema - 1,85:1 (Panavision) - son Dolby Digital
- Genre : épouvante-horreur, thriller
- Durée : 87 minutes
- Dates de sortie[4] :
  - États-Unis : 24 juin 2010 (Festival du film de Los Angeles) ; 27 août 2010 (sortie nationale)
  - Canada : 24 juin 2010 (FanTasia) ; 16 août 2010 (Toronto After Dark Film Festival) ; 27 août 2010 (sortie nationale)
  - France : 7 septembre 2010 (L'Étrange Festival) ; 14 septembre 2010 (Festival européen du film fantastique de Strasbourg)
  - France, Belgique, Suisse romande : 15 septembre 2010
- Classification[5] :
  -  États-Unis : Accord parental recommandé, film déconseillé aux moins de 13 ans (certificat #45788) (PG-13 - Parents Strongly Cautioned)[Note 1].
  -  France : Interdit aux moins de 16 ans (visa d'exploitation no 127037 délivré le 22 octobre 2010)[6],[7],[Note 2].
  -  Québec : 13 ans et plus (13+ / 13 years and over).

## Distribution
- Patrick Fabian (V. F. : Dominique Collignon-Maurin) : Cotton Marcus
- Ashley Bell (V. F. : Élisabeth Ventura) : Nell Sweetzer
- Iris Bahr (V. F. : Julie Dumas) : Iris Reisen
- Louis Herthum (V. F. : Gabriel Le Doze) : Louis Sweetzer
- Caleb Landry Jones (V. F. : Donald Reignoux) : Caleb Sweetzer
- Tony Bentley : Le pasteur Manley
- John Wright Jr. : John Marcus
- Shanna Forrestall : Shanna Marcus
- Justin Shafer : Justin Marcus
- Carol Sutton : la gérante du magasin
- Victoria Patenaude : une motarde
- John Wilmot : un homme qu'a vu l'ours
- Becky Fly : Becky Lewis
- Denise Lee : infirmière
- Logan Craig Reid : Logan Winters
- Sofia Hujabre : la responsable du salon de thé
- Adam Grimes : Daniel Moskowitz

Source et légende : Version française (VF) sur AlloDoublage

## Accueil

### Box office
- Mondial : 67 738 090 $ US
- États-Unis : 41 034 350 $ US
- France : 267 616 entrées

## Distinctions
Entre 2010 et 2011, Le Dernier Exorcisme a été sélectionné 17 fois dans diverses catégories et a remporté 7 récompenses,.

### Récompenses
- Festival du film après la nuit de Toronto 2010 :
  - Prix du public du Meilleur long métrage,
  - Prix spécial du Meilleur film d'horreur,
  - Prix spécial du Film le plus effrayant (prix du choix des fans),
  - Prix spécial du Meilleur acteur principal pour Patrick Fabian,
  - Prix spécial du Meilleur scénario pour Huck Botko et Andrew Gurland.
- Festival international du film de Catalogne de Sitges 2010 : prix du Meilleur acteur pour Patrick Fabian.
- Prix Empire 2011 : prix Empire du Meilleur film d'horreur

### Nominations
- Prix Fright Meter (Fright Meter Awards 2010 :
  - Meilleur scénario pour Huck Botko et Andrew Gurland,
  - Meilleure actrice dans un second rôle pour Ashley Bell.
- Prix IGN du cinéma d'été (IGN Summer Movie Awards 2010 : Meilleur film d'horreur.
- Esprit du film indépendant 2011[9],[10] :
  - Meilleur premier long métrage,
  - Meilleure actrice dans un second rôle pour Ashley Bell.
- MTV Movie Awards 2011 : Performance la plus effrayante pour Ashley Bell.
- Prix du public 2011 : Film d'horreur préféré.
- Prix Fangoria Chainsaw 2011 :
  - Meilleur film à large diffusion,
  - Meilleur acteur pour Patrick Fabian,
  - Meilleure actrice dans un second rôle pour Ashley Bell.